# Arabissus
Arabissus (łac. Diœcesis Arabissenus) – stolica historycznej diecezji w Cesarstwie Rzymskim (prowincja Armenia), współcześnie w Turcji). Wzmianki o biskupach pochodzą z IV–VIII wieku (pierwszym wzmiankowanym biskupem był Otrejus). Od XIX wieku katolickie biskupstwo tytularne, od 1973 wakujące.

## Biskupi tytularni
| Lp. | Biskup                         | Od               | Do               |
| --- | ------------------------------ | ---------------- | ---------------- |
| 1   | Placide Louis Chapelle         | 21 sierpnia 1891 | 10 maja 1893     |
| 2   | Guglielmo Stagno di Alcontres  | 12 czerwca 1893  | 1904             |
| 3   | Manuel Segundo Ballón Manrique | 11 sierpnia 1909 | 21 sierpnia 1923 |
| 4   | Stephen Peter Alencastre SSCC  | 29 kwietnia 1924 | 9 listopada 1940 |
| 5   | Albert Breton MEP              | 12 maja 1941     | 12 sierpnia 1954 |
| 6   | Peter Francis Rayappa          | 20 września 1954 | 27 kwietnia 1973 |